# Eiskunstlauf-Europameisterschaften 1952
Die 44. Eiskunstlauf-Europameisterschaften fanden vom 4. bis 6. Februar 1952 in Wien statt.

## Ergebnisse

### Herren
| Platz | Sportler           | Land                   |
| ----- | ------------------ | ---------------------- |
| 1     | Helmut Seibt       | Österreich             |
| 2     | Carlo Fassi        | Italien                |
| 3     | Michael Carrington | Vereinigtes Königreich |
| 4     | Alain Giletti      | Frankreich             |
| 5     | Martin Felsenreich | Österreich             |
| 6     | Freimut Stein      | BR Deutschland         |
| 7     | Zdeněk Fikar       | Tschechoslowakei       |
| 8     | György Czakó       | Ungarn                 |
| 9     | Fritz Loosli       | Schweiz                |
| 10    | Klaus Loichinger   | BR Deutschland         |

### Damen
| Platz | Sportlerin                 | Land                   |
| ----- | -------------------------- | ---------------------- |
| 1     | Jeannette Altwegg          | Vereinigtes Königreich |
| 2     | Jacqueline du Bief         | Frankreich             |
| 3     | Barbara Wyatt              | Vereinigtes Königreich |
| 4     | Erika Kraft                | BR Deutschland         |
| 5     | Helga Dudzinski            | BR Deutschland         |
| 6     | Valda Osborn               | Vereinigtes Königreich |
| 7     | Dagmar Lerchová            | Tschechoslowakei       |
| 8     | Gundi Busch                | BR Deutschland         |
| 9     | Eva Weidler                | Österreich             |
| 10    | Annelies Schilhan          | Österreich             |
| 11    | Erica Batchelor            | Vereinigtes Königreich |
| 12    | Miloslava Tůmová           | Tschechoslowakei       |
| 13    | Suzanne Wirz               | Schweiz                |
| 14    | Jolande Jobin              | Schweiz                |
| 15    | Ghislaine Kopf             | Österreich             |
| 16    | Patricia Devries           | Vereinigtes Königreich |
| 17    | Jarmila Königová           | Tschechoslowakei       |
| 18    | Yvonne Sugden              | Vereinigtes Königreich |
| 19    | Relly Majdan               | Österreich             |
| 20    | Rosi Pettinger             | BR Deutschland         |
| 21    | Alida Elisabeth Stoppelman | Niederlande            |
| 22    | Eszter Jurek               | Ungarn                 |
| Z     | Leena Pietilä              | Finnland               |

### Paare
| Platz | Sportler                            | Land                   |
| ----- | ----------------------------------- | ---------------------- |
| 1     | Ria Baran / Paul Falk               | BR Deutschland         |
| 2     | Jennifer Nicks / John Nicks         | Vereinigtes Königreich |
| 3     | Marianna Nagy / László Nagy         | Ungarn                 |
| 4     | Silvia Grandjean / Michel Grandjean | Schweiz                |
| 5     | Peri Horn / Raymond Lockwood        | Vereinigtes Königreich |
| 6     | Soňa Balunová / Miloslav Balun      | Tschechoslowakei       |
| 7     | Sissy Schwarz / Kurt Oppelt         | Österreich             |
| 8     | Éva Szöllősi / Gábor Vida           | Ungarn                 |
| 9     | Silva Palme / Marco Lajović         | Jugoslawien            |